# Jules Bonvalet
Pour les articles homonymes, voir Bonvalet.
Jules Bonvalet (né le 18 juin 1888 à Saint-Jean-Geest, mort au XXe siècle) est un cavalier belge de concours complet.
Aux Jeux olympiques d'été de 1920, Bonvalet et son cheval Weppelghem remportent la médaille de bronze par équipe de concours complet après avoir été douzièmes de l'épreuve individuelle. Ils participent aussi à la compétition de saut d’obstacles et sont quinzième.
Quatre ans plus tard, Bonvalet et son cheval Weppelghem terminent cinquièmes de l'épreuve  de concours complet par équipe, après avoir terminé seizième dans la compétition individuelle.